# Paweł Swianiewicz
Paweł Krzysztof Swianiewicz (ur. 23 maja 1961 w Warszawie) – polski ekonomista i geograf, profesor nauk ekonomicznych, specjalista w zakresie polityki lokalnej i finansów samorządowych, w latach 2010–2015 doradca społeczny prezydenta RP, od 2024 dyrektor Narodowego Instytutu Samorządu Terytorialnego.

## Życiorys
Wnuk Stanisława Swianiewicza. W 1985 ukończył studia geograficzne na Wydziale Geografii i Studiów Regionalnych Uniwersytetu Warszawskiego, a w 1989 doktoryzował się na tej samej uczelni. Habilitację w zakresie nauk ekonomicznych uzyskał w 1998 na Akademii Ekonomicznej w Poznaniu. W latach 1995–2001 kierował Programem Wspierania Samorządów Lokalnych Brytyjskiego Funduszu Know How. W latach 1998–2001 był zatrudniony jako profesor w Instytucie Ekonomii Katolickiego Uniwersytetu Lubelskiego. W latach 2001–2004 był profesorem w Centrum Europejskich Studiów Regionalnych i Lokalnych (Euroreg) Uniwersytetu Warszawskiego, a w 2004 został profesorem nadzwyczajnym Uniwersytetu Warszawskiego na Wydziale Geografii i Studiów Regionalnych.  7 października 2010 otrzymał tytuł profesora nauk ekonomicznych. Od 2006 był kierownikiem Zakładu Rozwoju i Polityki Lokalnej Wydziału Geografii i Studiów Regionalnych UW. W 2022 został kierownikiem Zakładu Studiów Społeczno-Ekonomicznych w Instytucie Gospodarki Przestrzennej Uniwersytetu Przyrodniczego we Wrocławiu.
Jest członkiem wielu organizacji, towarzystw naukowych i rad, m.in. European Urban Research Association (członek Executive Committee od 2002, przewodniczący od stycznia 2005 do września 2010), Regional Studies Association (sekretarz w latach 2001–2002), Steering Committee of the Local Government and Public Service Initaitive (LGI). Jest również jednym z redaktorów czasopisma „Urban Research and Practice”. Pełni funkcję eksperta Rady Europy ds. finansów samorządowych i organizacji terytorialnej. Brał udział w programach brytyjskiego ministerstwa ds. rozwoju międzynarodowego na Ukrainie, w programach w ramach UNDP dotyczących samorządu terytorialnego w Albanii, Armenii, Azerbejdżanie i Gruzji, Open Society Institute w Chorwacji, Macedonii, Serbii i Kosowie.
7 października 2010 postanowieniem prezydenta Bronisława Komorowskiego otrzymał tytuł naukowy profesora. Tego samego dnia Bronisław Komorowski mianował go doradcą społecznym ds. samorządu terytorialnego. Pełnił tę funkcję do 5 sierpnia 2015.
W 2019 i 2023 wybierany do Rady Doskonałości Naukowej I oraz II kadencji. W lipcu 2024 został dyrektorem Narodowego Instytutu Samorządu Terytorialnego.

## Wybrane publikacje
- Szafarze darów europejskich: kapitał społeczny a realizacja polityki regionalnej w polskich województwach, Scholar Warszawa 2008
- Finanse lokalne: teoria i praktyka, Warszawa: Municipium, 2004
- Nierówne koalicje: liderzy miejscy w poszukiwaniu nowego modelu zarządzania rozwojem, Scholar, Warszawa 2004
- Sprawność instytucjonalna samorządów terytorialnych w Polsce – zróżnicowanie regionalne, Instytut Badań nad Gospodarką Rynkową, Warszawa 2000
- Atrakcyjność inwestycyjna miast, Instytut Badań nad Gospodarką Rynkową, Warszawa 1998
- Territorial Consolidation Reforms in Europe, Open Society Institute, Budapeszt 2010
- Local Government Borrowing: Risks and Rewards, Open Society Institute, Budapeszt 2004, ss. 427
- Consolidation or Fragmentation? The size of Local Governments in Central and Eastern Europe, Open Society Institute, Budapeszt 2002
- If Territorial Fragmentation Is a Problem, Is Amalgamation a Solution? East European Perspective, Local Government Studies, 2010, vol. 36, No. 2, ss. 183–203
- Poland and Ukraine: Contrasting Paths of Decentralization and Territorial Reform, Local Government Studies, 2006, Vol. 32, No. 5, ss. 599–624

## Odznaczenia
- Krzyż Kawalerski Orderu Odrodzenia Polski (5 sierpnia 2015, za wybitne zasługi w służbie państwu i społeczeństwu, za osiągnięcia w działalności publicznej i zawodowej)[8]
- Brązowy Krzyż Zasługi (9 października 2007, za wzorowe, wyjątkowo sumienne wykonywanie obowiązków wynikających z pracy zawodowej)[9].